# Cindy Wilson
Cynthia Leigh Wilson (nascuda el 28 de febrer de 1957) és una cantant, compositora i membre fundadora del grup de rock new wave The B-52's.
Va néixer a Athens, Geòrgia.

## The B-52's
Els B-52's es van formar quan Wilson, el seu germà gran i guitarrista Ricky, l'organista i cantant Kate Pierson, el bateria i percussionista Keith Strickland, i el cantant Fred Schneider van improvisar una jam session després de compartir un còctel en un restaurant xinès. Més endavant van tocar el seu primer concert en una festa per als seus amics, el dia de Sant Valentí de 1977.
Wilson i els seus companys van causar sensació en el món musical amb el seu grup i la seva estètica dels anys 60. El seu "àlbum groc", anomenat simplement "The B-52's" contenia els èxits "Rock Lobster" i "Planet Claire". Aquestes cançons els van llançar a l'estrellat.
El 21 d'abril de 1985, Wilson es va casar amb Keith Bennett, un publicista d'èxit que feia temps que era amic del grup i el tècnic de guitarres quan feien gires. Ricky va morir-se aquell mateix any, deixant-la destrossada.
Wilson es va agafar un any sabàtic del grup l'any 1990 per concentrar-se en la seva família, i durant aquella època, els B-52's van gravar i publicar l'àlbum Good Stuff com a trio amb Pierson, Schneider i Strickland. Durant la gira de promoció de Good Stuff entre 1992 i 1993, Julee Cruise feia de cantant substituta de Wilson. Wilson va tornar als B-52's el 1994. El 1998 va participar en les gravacions per seleccionar dues cançons noves a incloure junt amb els èxits del grup a l'àlbum Time Capsule: Songs for a Future Generation. Després, el 1999, Wilson va agafar la baixa per maternitat (sent substituïda a les gires per Gail Ann Dorsey), i va tornar-hi el 2001 per fer gires dels seus millors èxits.
Els B-52's van acabar l'àlbum Funplex el 2007 i es va publicar el març de 2008. Wilson era la coautora de totes les cançons, juntament amb els altres tres membres del grup. En total, és coautora de bona part del repertori del grup, incloent-hi "Dance This Mess Around", "Private Idaho" i l'àlbum Cosmic Thing sencer, incloent els èxits "Love Shack" i "Roam".
La participació vocal de Wilson inclou les parts de crida i resposta típiques dels B-52's, amb l'Schneider i/o la Pierson, així com harmonies amb Pierson a les cançons que només tenen veu femenina, com "Roam", "52 Girls", "Cake", "Legal Tender", "Summer of Love" i "Juliet of the Spirits". Una de les característiques del grup és el conjunt que formen els tres vocalistes. No obstant, Wilson és qui fa més de solista dins del grup, sobretot als primers àlbums. Alguns exemples d'actuacions com a solista amb els B-52's són "Hero Worship", "Loveland", "Nip It in the Bud", "Girl from Ipanema Goes to Greenland", "Ain't It a Shame", "She Brakes for Rainbows" i la favorita dels concerts en directe "Give Me Back My Man".
També és la bongocera del grup, i toca els bongos als concerts en directe, en cançons com "Planet Claire", "Mesopotamia", "Pump" i "Party Out of Bounds" així com en "6060-842" i "Big Bird". És menys coneguda com a guitarra; tocava la guitarra acústica a The Cindy Wilson Band, i va fer contribucions amb guitarra elèctrica (juntament amb el seu germà Ricky) a les cançons "There's a Moon in the Sky (Called the Moon)" del primer disc, i va fer el solo de guitarra de Nip It In the Bud durant la gira Mesopotamia de 1982. Ha declarat que el seu germà la va animar a tocar la guitarra, però li feia mal al dit. També tocava alguna nota al teclat a Private Idaho durant la gira Whammy i al Rock in Rio de 1985.

## Ricky Wilson
En una entrevista amb the Age, Wilson va declarar que el seu germà gran Ricky només va explicar la seva malaltia a Keith Strickland.
"En Ricky no em va dir què passava. No et puc dir per què ho feia. Vaig quedar en estat de xoc, i vaig haver de superar moltes coses perquè Ricky no havia confiat en mi. Em va afectar molt quan de sobte em truquen de l'hospital dient "el teu germà s'està morint". I a més no vaig poder-li dir adéu. Així que em va ben fúmer".

## Treball en solitari
- El 2003, Wilson va fer cançons originals amb el seu grup, The Cindy Wilson Band.